# Cantharis knizeki
Cantharis knizeki es una especie de coleóptero de la familia Cantharidae.

## Distribución geográfica
Habita en Hebei (China).